# اس‌سی سند
باشگاه اس‌سی سند یک باشگاه ورزشی آلمانی از ویلشتت بادن-وورتمبرگ است که در تاریخ ۱۱ اوت ۱۹۴۶ تأسیس شده‌است و در رشته‌های فوتبال ،جودو ، اروبیک، چی کونگ و اروبیک فعال است. این باشگاه بیشتر به دلیل تیم فوتبال زنان خود شهرت دارد که در بوندس‌لیگا بازی می‌کند.

## فوتبال زنان
بخش فوتبال زنان این باشگاه در ژوئیه ۱۹۸۰ و دو سال بعد از آن در لیگ فوتبال شرکت کرد و پس از دو سال به لیگ اتحادیه جنوبی بادن که بالاترین سطح لیگ آن زمان بود رسید. در سال ۱۹۹۲ به قهرمانی ورباندلیگا رسید و در یک پلی‌آف برای رسیدن بوندس لیگا بازی و در این بازی شکست خورد. در سال ۱۹۹۶ در سال ۱۹۹۶ این تیم بار دیگر قهرمان لیگ اتحادیه جنوبی بادن شد و در مرحله پلی آف صعود کرد. این تیم بار دیگر در سال ۱۹۹۶ قهرمان لیگ اتحادیه جنوبی بادن شد و ابنبار در بازی پلی‌آف جهت صعود به بوندس‌لیگا پیروز شد. تیم فوتبال زنان اس‌سی سند کار خود را در بخش بوندس‌لیگا جنوب با رده ششمی پایان داد. پس از ادغام شدن هر دو لیگ بوندس‌لیگای جنوب و شمال این تیم جهت گرفتن جواز حضور در این لیگ در میان چهار تیم دوم شد و موق به حضور در این لیگ در فصل بعد نشد. در سال ۲۰۰۴ بوندس‌لیگای ۲ تأسیس شد و تیم زنان اس‌سی سند از ابتدای این لیگ در آن بازی و تنها موفقیت این تیم حضور در رده‌های میانه جدول این لیگ شد.